# 31655 Averyclowes
31655 Averyclowes este un asteroid din centura principală de asteroizi.

## Descriere
31655 Averyclowes este un asteroid din centura principală de asteroizi. A fost descoperit pe 17 aprilie 1999 la Socorro, New Mexico, în cadrul proiectului LINEAR. Asteroidul prezintă o orbită caracterizată de o semiaxă mare de 2,56 ua, o excentricitate de 0,05 și o înclinație de 7,5° în raport cu ecliptica.